# Xenopsylla trifaria
Xenopsylla trifaria är en loppart som beskrevs av De Meillon 1930. Xenopsylla trifaria ingår i släktet Xenopsylla och familjen husloppor. Inga underarter finns listade i Catalogue of Life.